# MAN I
MAN I este primul model avansat al companiei de camioane MAN SE. Este motorizat de motoare cu puteri de la 160 CP la 400 CP.

## Gama MAN 192

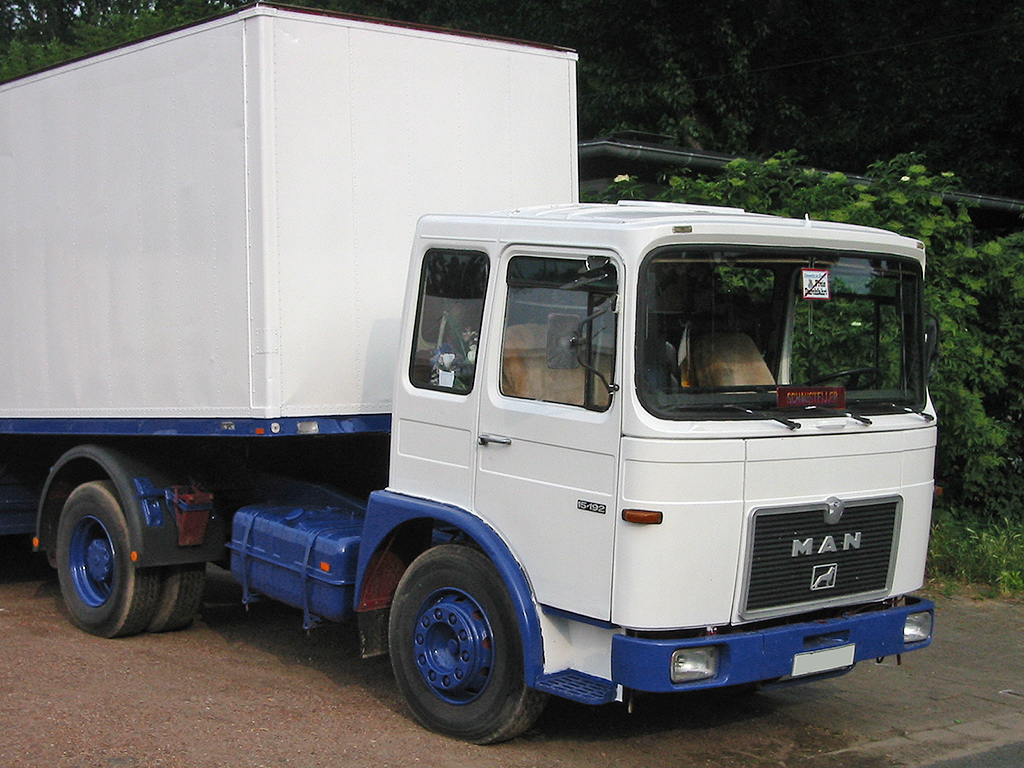
MAN 13.192

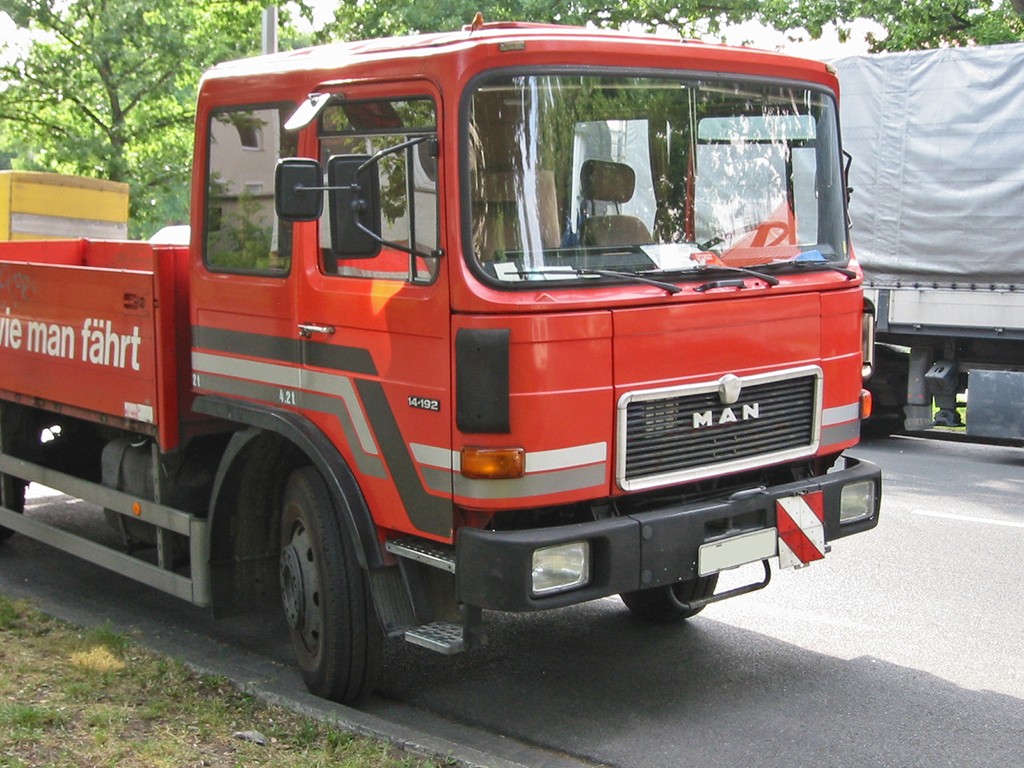
MAN 14.192

- Cap tractor

- Autocamion

## Gama MAN 168
- Camion

## Gama 240

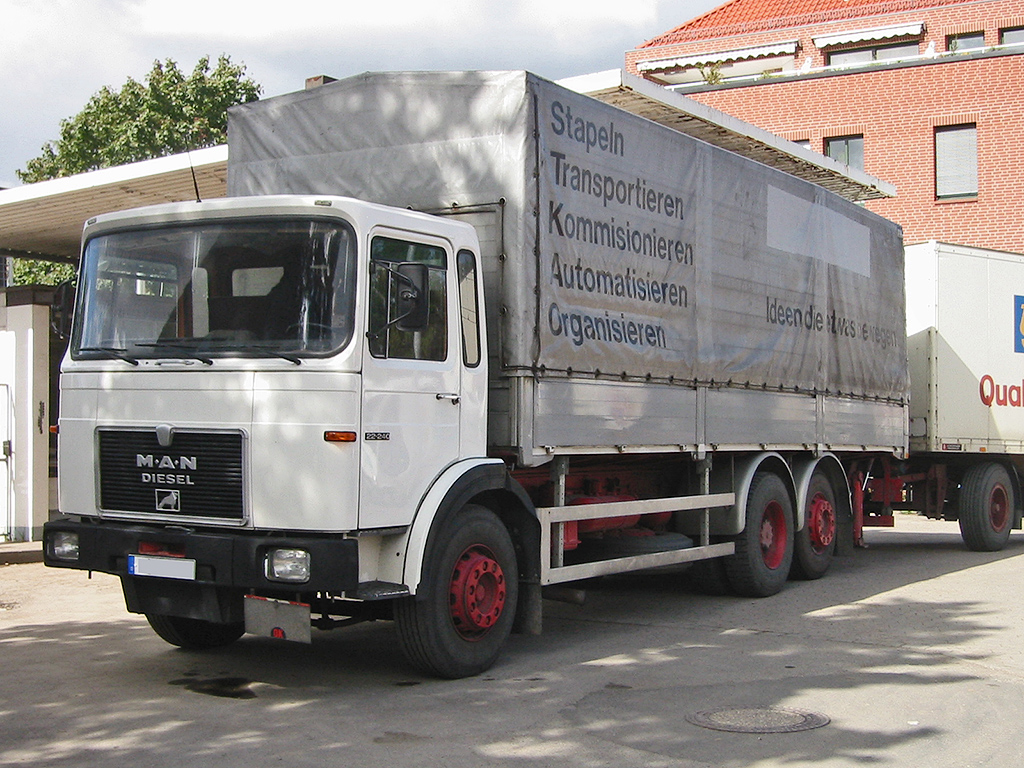
MAN 22.240

- Autocamion

## Gama 281
- Cap tractor
- Autocamion

## Gama 291
- Camion

## Gama 321
- Cap tractor
- Autocamion

## Gama 331
- Cap tractor
- Autocamion

## Gama 361
- Cap tractor
- Autocamion

## Gama 390
- Cap tractor

## Gama 400
- Autocamion